# Je me sens endormi
Pour plus de détails, voir Fiche technique et Distribution.
Je me sens endormi (Khabam miad, en persan خوابم می‌آد) est un film iranien réalisé par Reza Attaran, sorti en Iran le 14 juin 2012.

## Synopsis
Réza est un enseignant simple et honnête, arrivé à l'âge mûr, et a du mal à communiquer avec les femmes. Il rencontre avec une femme qui vend des bonbons. Celle-ci rencontre des problèmes pour greffer son rein à sa sœur.

## Fiche technique
- Titre original : Khabam miad, en persan خوابم می‌آد
- Réalisation : Reza Attaran
- Producteur : Mohammad Reza Takht Kechian
- Décors et costumes : Hossein Ali Nejad
- Photographie : humaine[Quoi ?] Behmanech
- Musique : Hamid Reza Sadri
- Scénario :  Ahmad Rafie Zade
- Pays d'origine :  Iran
- Langue originale : persan
- Genre : Comédie
- Durée : 90 minutes
- Dates de sortie : 
  -  Iran : 14 juin 2012

## Distribution
- Reza Attaran : Reza
- Merila Zare'i : Chirin
- Akbar Abdi : Pouri
- Vishka Asayesh : L'épouse de Sarfaraz
- Sorush Sehhat : M. Sarfaraz
- Asghar Semsarzade : le colonel

## Distinctions
30e Festival du film de Fajr :
- le Simorgh de cristal pour le meilleur réalisateur : Reza Attaran ;
- le Simorgh de cristal pour la meilleure actrice dans un second rôle : Akbar Abdi.